# (9176) Struchkova
(9176) Struchkova (1990 VC15) – planetoida z pasa głównego asteroid okrążająca Słońce w ciągu 4,48 lat w średniej odległości 2,72 j.a. Odkryta 15 listopada 1990 roku.